# ほーなん
『ほーなん』は、テレビ愛媛で2015年4月3日から生放送されていた情報番組である。
2018年3月23日までは『つながるワイド ほ〜なん。』であり、金曜日15:50 - 17:53に生放送されていた。2018年4月8日からは『ほーなん』に改題の上、日曜日9:00 - 10:00に生放送されていた。

## 概要
同番組は、「今、そこにある愛媛。」をテーマに、視聴者から寄せられた情報や投書を紹介し、今の愛媛の人と情報をつなぐ視聴者参加型情報バラエティーを目指す。
番組の公式サイトやYouTubeでは、総合司会を務める地元・愛媛出身の和田ラヂヲが、「和田ラヂヲは和田テレビに改名します」と自らのイラストとナレーションを使用した番宣CMが配信されている。
テレビ愛媛の金曜午後の情報番組は『まる生金曜日』以来3年ぶりとなる。
なお、16:50 - 17:10 は『みんなのニュース』を放送し、17:53の『みんなのニュース』のFNN枠とはステブレレス接続。
開始当初の放送時間は15:50 - 17:54だったが、『みんなのニュース』のFNN枠が、2016年4月改編より 17:53 - 18:14 になったのに伴い1分短縮され、全体の放送時間は15:50 - 17:53 になった。
2018年4月8日からは「ほーなん」に改題の上、日曜日9:00 - 10:00に移動し、リニューアルした。2021年3月21日放送終了。

## 出演者

### ほーなん

#### MC
- 近藤誠二（劇団・坊っちゃん劇場の俳優、番組開始[1] - ）
- 山﨑真依（テレビ愛媛アナウンサー、2018年4月8日[2] - ）[3]
- 福吉貴文（テレビ愛媛アナウンサー、2018年4月8日[4] - ）

#### リポーター[5]
- 越智亜里沙
- 越智もとみ
- 坂野麻友美
- 山本亜矢子

## 過去の出演者

### つながるワイド ほ〜なん。

#### MC
- 和田ラヂヲ（ギャグ漫画家、番組開始 - 2018年3月23日[6]）
- 櫻本茉朋（当時テレビ愛媛アナウンサー、番組開始 - 2018年3月23日[7]）

#### レギュラーコメンテーター
- 長島幸雄（ローカルタレント）
- 田村公一（松山大学大学院経営学研究科教授）
- 伊藤嘉晃（日本食研社員）

## コーナー
- ぶらりご近所遺産 - 和田、近藤、長島の3人が県内各地の未来に残したい「ご近所遺産」を散策するレポートコーナー。
- 見てきて!ほ～なん。 - 視聴者が気になる素朴な疑問や今話題になっているモノやスポットについてスタッフが体当たり取材する。
- 和田ラヂヲの、見るラヂヲ - 視聴者から寄せられたお題の回答を紹介する。月替わりのテーマの他、レギュラーテーマとして「最近、”ほ～なん”と思ったこと」「奇跡の瞬間」「○○やってみた!」がある。
- ほ～なん ランキング - 県内のCD、書籍ランキングをはじめ、毎回あるテーマに沿ったランキングを紹介する。
- ビビットくんがいく! - テレビ愛媛のイメージマスコット「ビビットくん」が、県内各地のイベントや学校・幼稚園・保育園で子供たちと触れ合う様子を伝える。当番組開始前に月曜日19:54から単独番組として放送していた『ビビットちゃれんじ』の後継コーナーとなっている。
- 中継 おでかけほ～なん。 - 番組中にテレビ愛媛アナウンサーや当番組のコメンテーターが県内の旬な場所を生中継で訪れる。
- アニメ「猫も、オンダケ」 - 2016年4月より6月まで放送のコーナーアニメ。和田原作の漫画をアニメ化したもの。
- みんなのニュース - 第1部で放送される全国ニュースを16:50 - 17:10にネット。また県内ニュースも番組内で伝える（『みんなのニュース えひめ』参照）。